# 希思羅機場快線
希思羅機場快線（英語：Heathrow Express）是一條機場鐵路，連接希思羅機場及倫敦市區帕丁頓站，由英國希思羅機場控股公司營運。雖然希斯罗机场快线與國家鐵路局列車共用部分路軌，但並不屬於國家鐵路局網絡。

## 服務
希斯罗机场快线由清晨5時運作至凌晨12時，每15分鐘一班車。列車使用帕丁頓車站6號及7號月台，然後直達希斯罗机场1、2及3號客運大樓站（由帕丁頓出發車程大約15分鐘）、希斯罗机场4號客運大樓站（由帕丁頓出發車程大約22分鐘）。新的5號客運大樓啟用後，希斯罗机场快线撤出4號客運大樓，將總站搬到新大樓。
希斯罗机场快線列車由西門子公司與CAF聯合製造。列車上設有電視屏幕、甚至可以在隧道中支援手機訊號。車箱中的屏幕大多播放由BBC World製作的新聞報導、天氣資料和廣告。
希斯罗机场快线自運作以來都屢獲好評，因為本線致力減低路線對環境的影響。但有批評指票價過高和帕丁頓車站的空氣污濁。
本路線於通車初期至2003年期間曾於柏靈頓站提供與港鐵機場快綫相同的市區預辦登機服務，惟因使用率不高和成本問題，本服務經已取消，原有位置亦用作商店之用途。
一張單程普通艙等車票售價為10至25英鎊（依據購買方式不同而有價差），頭等艙票價為32英鎊。相比起英國而至全歐洲，希思羅機場快線的票價則非常昂貴。由伯明翰前往伯明翰國際機場的列車票價只是2.6英鎊；由倫敦市區乘搭倫敦地鐵皮卡迪利線到希思羅機場就只需5.8英鎊。此外同樣在帕丁頓車站開出，前往希斯罗机场的各停列車——伊莉莎白線（Elizabeth line），票價比本線低。但上述列車的車程比本線多十分鐘。

## 建造
1993年開始興建。主要工程包括建造一條5英里長的隧道、兩個位於機場的地底車站和電氣化由帕丁頓車站至機場一段大西部鐵路。
本線由1998年1月起啟用，初時稱為希思羅快車（Heathrow FastTrain），前往一個臨時車站—希思羅交匯站（Heathrow Junction），乘客下車再由客車載往機場。全線於1998年6月23日開通。

## 相關
- 蓋特威克機場快線

## 外部連結

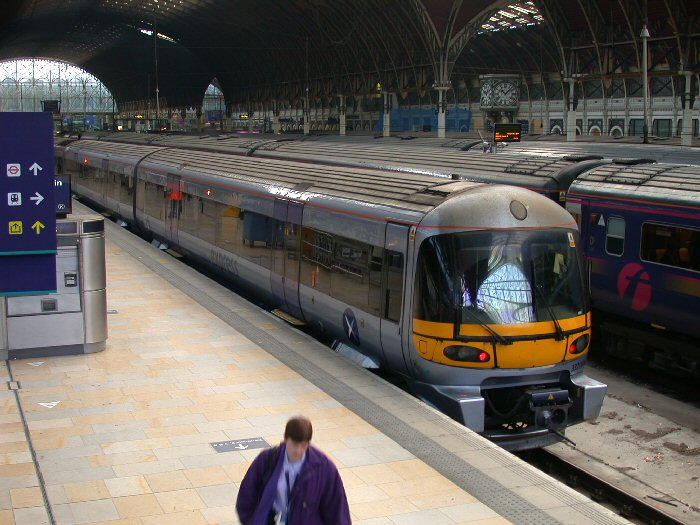
曾行走希思羅機場快線的英鐵332型電力動車組

- Heathrow Express （页面存档备份，存于）